# Сергій I (патріарх Константинопольський)
Сергій I (грец. Σέργιος Α) (?—638)  — патріарх Константинопольський (610–638).
Походив з монофілійської сирійської сім'ї. В 610 році був зведений на Константинопольський патріарший престол.
Із 619 року й до самої смерті він був у дружніх стосунках з імператором Іраклієм, за відсутності якого разом з патрицієм Вонозом управляв імперією.
В 626 року завдяки енергії патріарха Сергія, обложений аварами і слов'янами Константинополь, був врятований. Патріарх Сергій у той час організував хресний хід з іконою Пресвятої Богородиці навколо міських стін, з яким Священне Передання пов'язує порятунок міста і виникнення подячного акафіста до Пресвятої Богородиці, авторство якого іноді приписують Сергію.
Будучи правою рукою імператора у всіх його починаннях, патріарх Сергій завжди намагався залишатися в тіні і навіть у церковних справах діяв ім'ям імператора. Так, про своє релігійному едикті, «Екфесісі», Іраклій вже по смерті Сергія писав папі Іоанну IV: «не я диктував його, а патріарх Сергій склав його ще за п'ять років до мого повернення зі Сходу і упросив мене видати його з моїм ім'ям і підписом».
За історико-богословської традиції халкідонських церков патріарх Сергій за втілення в життя так званої «Монофілітської унії» вважається єретиком — монофілітом, що підпав під анафеми  Шостого Вселенського собору. Думка про примирення халкідонітів з нехалкідонітами, на основі об'єднуючої доктрини у Сергія з'явилася ще в 610–617 роках. Спочатку це була ідея моноенергізма — вчення про єдину дію Христа, яке відводило б від монофізитів підозри в сповіданні роздвоєння у Христі. Однак, моноенергізм входив у протиріччя з вченням папи Римського Лева, яке стало основою Халкідонського віросповідання. Тому, папою Римським Гонорієм було запропоновано Сергію не зачіпати питання дій, але шукати єдності на основі єдиної волі.
Об'єднання монофізитів з «православними» через екфесіс було офіційно проголошено імператором  Іраклієм в 638 році, тільки після смерті патріарха Сергія.